# Aplotarsus incanus
Aplotarsus incanus là một loài bọ cánh cứng trong họ Elateridae. Loài này được Gyllenhal miêu tả khoa học năm 1827.

## Hình ảnh

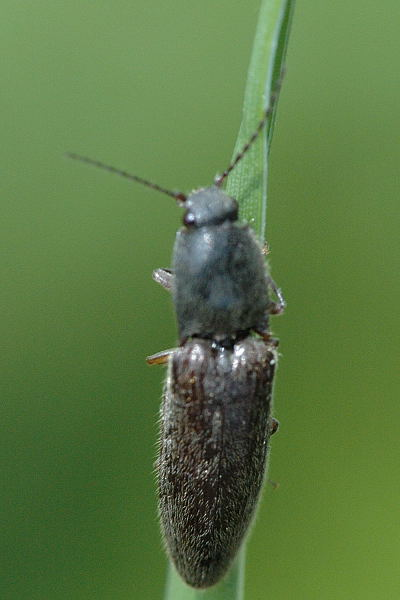